# منیر مهند محمدی
منیر مهند محمدی (انگلیسی: Munir Mohand Mohamedi؛ زادهٔ ۱۰ مهٔ ۱۹۸۹) بازیکن فوتبال فوتبال اهل مراکش است.
از باشگاه‌هایی که در آن بازی کرده‌است می‌توان به باشگاه فوتبال نومانسیا اشاره کرد. وی سابقه ۳۸ بازی برای تیم ملی فوتبال مراکش را در کارنامه دارد.